# Список об'єктів Світової спадщини ЮНЕСКО в Молдові
У списку об'єктів Світової спадщини ЮНЕСКО в Молдові налічується 1 найменування (станом на 2015 рік).
У цій таблиці об'єкти розташовані в порядку їх додавання до списку Світової спадщини ЮНЕСКО.
Кольорами у списку позначено:
| № | Зображення | Назва                                                     | Розташування | Час створення | Рік внесення до списку | №    | Критерії   |
| - | ---------- | --------------------------------------------------------- | --- | ------------- | ---------------------- | ---- | ---------- |
| 1 |            | Геодезична дуга Струве (англ. Struve Geodetic Arc) * Рудь | Молдова (спільно з Білоруссю , Естонією , Латвією , Литвою , Норвегією , Росією , Україною , Фінляндією та Швецією ) | 1816—1855     | 2005                   | 1187 | ii, iv, vi |